# Papir Oxirinc 16

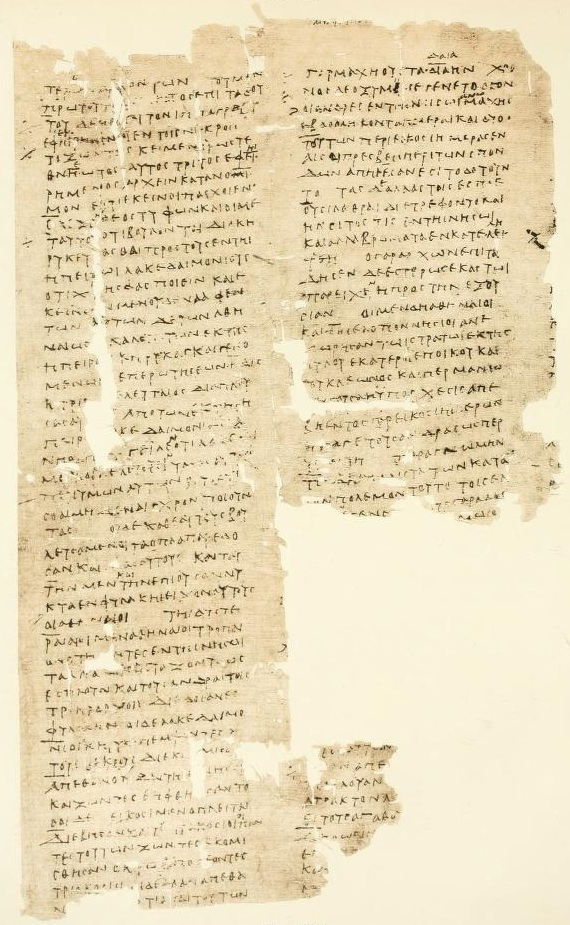
P. Oxy. 16

El Papir Oxirinc 16 (abreujat P. Oxy. 16) és un fragment escrit en grec del quart llibre (dels capítols del 36 al 41) de la Història de la Guerra del Peloponnés, de l'historiador Tucídides.
El van descobrir Bernard Pyne Grenfell i Arthur Surridge Hunt el 1897, a Oxirinc, Egipte. El fragment és del segle i i ara es troba en el Museu d'Arqueologia i Antropologia de la Universitat de Pennsilvània. El text fou publicat per Grenfell i Hunt el 1898.

## Document
El manuscrit fou escrit en papir, en forma de rotlle. Els mesuraments del fragment són 256 per 200 mm, i conté tres columnes, amb 53 línies per columna. El text està escrit en cal·ligrafia uncial.